# 구슬우렁이과
구슬우렁이과는 총알고둥류에 속하는 복족류 과이다. 구슬우렁이과에 속하는 동물은 종류에 따라 다양한 깊이의 모래에 산다. 이들은 먹이를 찾기 위해 모래를 따라 쟁기질하는 것을 종종 볼 수 있다. 약 260~270여 종을 포함하고 있다.

## 하위 속
| - Amauropsis - Benthobulbus - Bulbus - Calinaticina - Cochlis - Conuber - 옆줄구슬우렁이속 (Cryptonatica) - Eunaticina - Euspira - Falsilunatia - Friginatica - Gennaeosinum - Globisinum | - 큰구슬우렁이속 (Glossaulax) - Haliotinella - Hypterita - Kerguelenatica - Laguncula - Mammilla - Microlinices - 구슬우렁이속 (Natica) - 점구슬우렁이속 (Naticarius) - Neverita - Notocochlis - Paratectonatica - Pliconacca | - Polinices - Proxiuber - Pseudopolinices - Sigatica - Sinuber - Sinum - Stigmaulax - Tanea - Tasmatica - Tectonatica - Uberella |